# 滋賀県道203号佐生今線
滋賀県道203号佐生今線（しがけんどう203ごう さそいません）は、滋賀県東近江市を通る一般県道である。

## 概要
東近江市佐生町から東近江市今町に至る。途中、旭ヶ丘ニュータウンの前を通る。

### 路線データ
- 起点：東近江市佐生町（滋賀県道52号栗見八日市線交点）
- 終点：東近江市今町（今交差点、滋賀県道2号大津能登川長浜線交点、滋賀県道192号福堂今線終点）
- 総延長：2.7 km

## 地理

### 通過する自治体
- 東近江市

### 交差する道路
| 交差する道路                                      | 交差する場所 | 交差する場所    |
| ------------------------------------------------- | ------------ | --------------- |
| 滋賀県道52号栗見八日市線                          | 佐生町       | 起点            |
| 滋賀県道206号神郷彦根線                           | 神郷町       |                 |
| 滋賀県道2号大津能登川長浜線 滋賀県道192号福堂今線 | 今町         | 今交差点 / 終点 |

### 交差する鉄道
- 東海道本線

### 沿線
- 長勝禅寺
- 乎加神社
- 滋賀県消防学校
- 興福禅寺